# Fußgängerbrücke über die Schenkendorfstraße
Die Fußgängerbrücke über die Schenkendorfstraße ist eine Hängebrücke für Fußgänger und Radfahrer über die Schenkendorfstraße in München. Sie steht zwischen dem Ende der BAB 9 und der Ungererstraße. Sie ist nicht zu verwechseln mit der weiter westlich zwischen dem Autobahnende und der Leopoldstraße stehenden Schenkendorfbrücke, einer Schrägseilbrücke für die Tram sowie für Fußgänger und Radfahrer.

## Beschreibung
Die Fußgängerbrücke über die Schenkendorfstraße ist ein seltenes Beispiel einer Hängebrücke mit nur einem, über der Längsachse verlaufenden Tragseil, das von A-förmigen Pylonen getragen wird. Sie überquert mit einer Spannweite von fast 70 m die Schenkendorfstraße, ein Teilstück des Mittleren Rings, die an dieser Stelle samt den Ein- und Ausfädelspuren und der Zufahrt zur BAB 9 nach Nürnberg insgesamt 10 Spuren sowie zwei Geh- und Radwege hat. Sie ist neben der Ungererstraße die einzige Verbindung zwischen dem neu gebauten Viertel an der Berliner Straße im Süden der Schenkendorfstraße und dem Stadtviertel Alte Heide nördlich der Brücke mit der dortigen Grundschule und den Sportplätzen.
Der Weg zur Brücke beginnt gegenüber der Einmündung der Schinkelstraße in die Berliner Straße mit einem unauffälligen Weg zwischen dem Marriott-Hotel und einem Bürogebäude und steigt auf einer flachen Rampe zur eigentlichen Brücke an. Die von zwei nach außen geneigten, A-förmigen Pylonen getragene, leicht nach oben gewölbte und rund 3,7 m breite Gehbahn überquert die Straße in mehr als 6 m Höhe. Auf der Nordseite führt eine längere Rampe durch eine kleine Grünanlage am Ende der Guerickestraße. Von dort führt ein Weg an den Sportplätzen vorbei zur Fröttmaninger Straße oder durch eine Unterführung unter der Autobahn zu den Highlight Towers und zur Parkstadt Schwabing.

## Technische Einzelheiten
Die Pylone bestehen jeweils aus zwei Stützen, deren Spitzen sich im Pylonkopf treffen. Die Stützen bestehen aus drei Stahlrohren, die durch Querstreben miteinander verbunden sind und am Fuß sowie an der Spitze zusammenlaufen. Die Pylone stehen auf mehrere Meter tief in den Boden reichenden Betonpfählen. Zwischen den Pylonköpfen ist über der Längsachse der Brücke ein 95 mm starkes Tragseil gespannt, das bei einer Spannweite von 69,12 m einen Durchhang von 5 m bzw. 1/14 der Spannweite hat. Von den Pylonköpfen führen je zwei schräg nach außen verlaufende, 70 mm starke Seile zu den Erdankern.
Die Gehbahn wird optisch durch die an ihren Außenseiten angeordneten, als Längsträger dienenden Rohre bestimmt, an die das Untergurt- und das Gehbahnblech angeschweißt sind. Der Belag besteht aus einer 10 mm Dichtungs- und einer 70 mm Gussasphaltschicht. Die Brückengeländer sind mit einem festen Metallgitter versehen, das nicht nur der Sicherheit dient, sondern auch die Bildung von Windwirbeln verhindert, die die Brücke in Schwingungen versetzen könnten. Die Gehbahn ist auf sieben ebenfalls rohrförmige Querträger geschweißt, die seitlich weit über sie hinausragen. Die Enden der Querträger sind mit Hängeseilen an dem mittigen Tragseil angehängt, wobei die Hängeseile in etwa den gleichen seitlichen Neigungswinkel haben wie die Pylone. Außerdem sind die Enden der Querträger zur Versteifung der Brücke mit 30 mm starken Randseilen verbunden, die schräg außerhalb der Widerlager im Boden verankert sind.
Die Brücke ist außer für Fußgänger und Radfahrer auch für die Benutzung durch ein 4,2 t schweres Schneeräumfahrzeug ausgelegt.